# Dufourea paradoxa
Dufourea paradoxa is een vliesvleugelig insect uit de familie Halictidae. De wetenschappelijke naam van de soort is voor het eerst geldig gepubliceerd in 1867 door Morawitz.